# Кнебба (король Мерсії)
Кнебба (давн-англ. Cnebba) — король англів, син Ікела.
В 538 (за іншими даними — 520) році Кнебба став королем британських англів і, так само як і його батько, продовжував служити королям Кента. У 568 році він разом із королем Ессекса Есквіном брав участь у битві проти Вессекса при Віббадуні, де й загинув.